# 備前渠用水
備前渠用水（びぜんきょようすい）は、埼玉県の北部を流れる埼玉県最古の農業用水路である。
利根川水系の一級河川である。疏水百選にも選定され、かんがい施設遺産に登録されている。

## 概要
現在は本庄市山王堂地区で利根川より取水し、深谷市、熊谷市へ流れ、福川に合流し利根川へと流れる。途中、御陣馬川や小山川と流路を共有する区間がある。埼玉県北部では、親しみを込めて備前堀や備前渠、備前渠川とも呼ばれている。現在でも用水路には開削当時の面影を残す素掘りの区間が多い。総延長は約23キロメートル、最大通水量毎秒約9立方メートルであり、利根川の右岸一帯の約1400ヘクタールの水田へ用水を供給している。

## 沿革
- 1604年（慶長9年） - 江戸幕府の命令により、関東代官頭伊奈備前守忠次によって計画され[2]、20数キロメートルにわたり水路を開削し、備前堀と名づけた[1]。当時は正確な地図も無く、水路を開削する場所を幾度も歩いて調査し、夜には提灯を使い、土地の高さを測り、水が流れることを確かめたりもした。鋤や鍬等で掘り、かるこ、もっこなどで土を運搬した。
- その後、洪水で烏川の流路が変わり、元圦（取水口）が壊滅する。
- 1783年（天明3年） - 浅間山の天明大噴火により水路が埋没[1]。岩石や流木などで川底は平均2メートルも上がった。それに伴い、現在の本庄市周辺では度々洪水となった。
- 1793年（寛政5年） - 烏川の河道の上昇に伴い、元圦の締め切り[1]。下流に水が来なくなり、水争いや裁判が行われた。
- 1818年（文政元年） - 用水が不足し年々米が不作となる。
- 1828年（文政11年） - 漸く取り入れ口の復旧工事が開始される。その後43日間で通水する。取水口は利根川や烏川の乱流域に位置するため、その後二度も変更工事が実施されている。
- 1930年（昭和5年） - 1921年（大正10年）の大水害の発生に伴い、元圦（取水口）の改修が行なわれる[1]。
- 1939年（昭和14年） - 堤外地（河川敷）にある流砂池や土砂吐水路などの改修が行なわれ、1946年（昭和21年）完工する[1]。
- 1958年（昭和33年） - 県の排水改良事業が着工される[1]。取水口や導水路（暗渠・開渠工）などの抜本的な改良に着手する。
  - 1961年（昭和36年） - 現在の取水口が完成する。現在、用水路と施設の管理は備前渠用水路土地改良区が行っている。
  - 1965年（昭和40年） - 県の排水改良事業が完工する[1]。
- 2020年（令和2年）- 世界かんがい施設遺産に登録される[3]。

## 名称の由来
伊奈備前守忠次によって計画されたことに由来する。渠は堀、人工河川などの中国風の呼び方である。

## 橋梁
※上流より
（これより上流は暗渠）
- 本庄市山王堂で御陣馬川に合流 -
- （国道462号）

- 本庄市久々宇で御陣馬川より分流 -
- 備前堀橋
- 北原橋
- 名称不明
- あずま橋
- 北原橋
- 小和瀬中橋

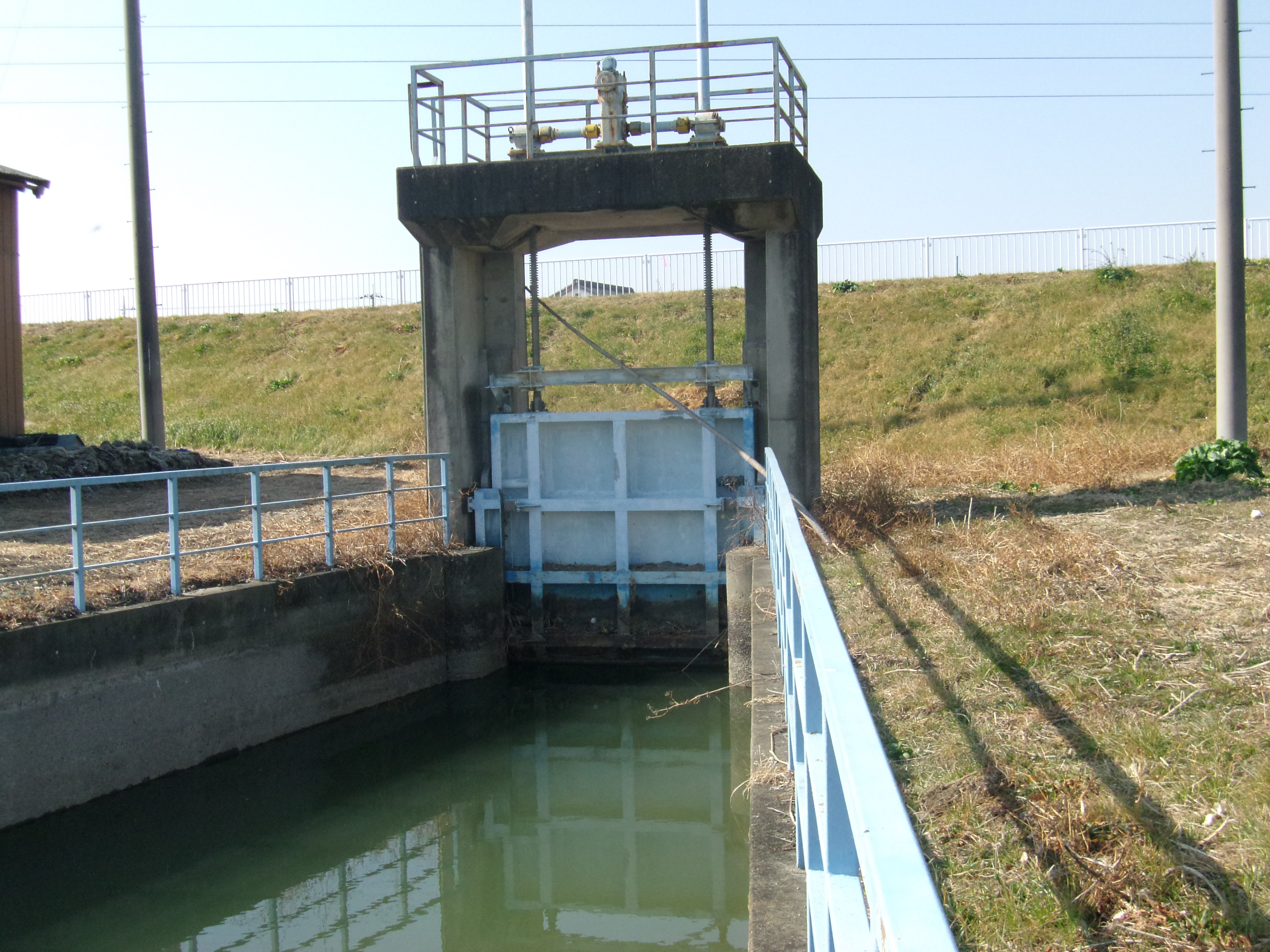
唐沢川の下を潜り抜ける備前渠

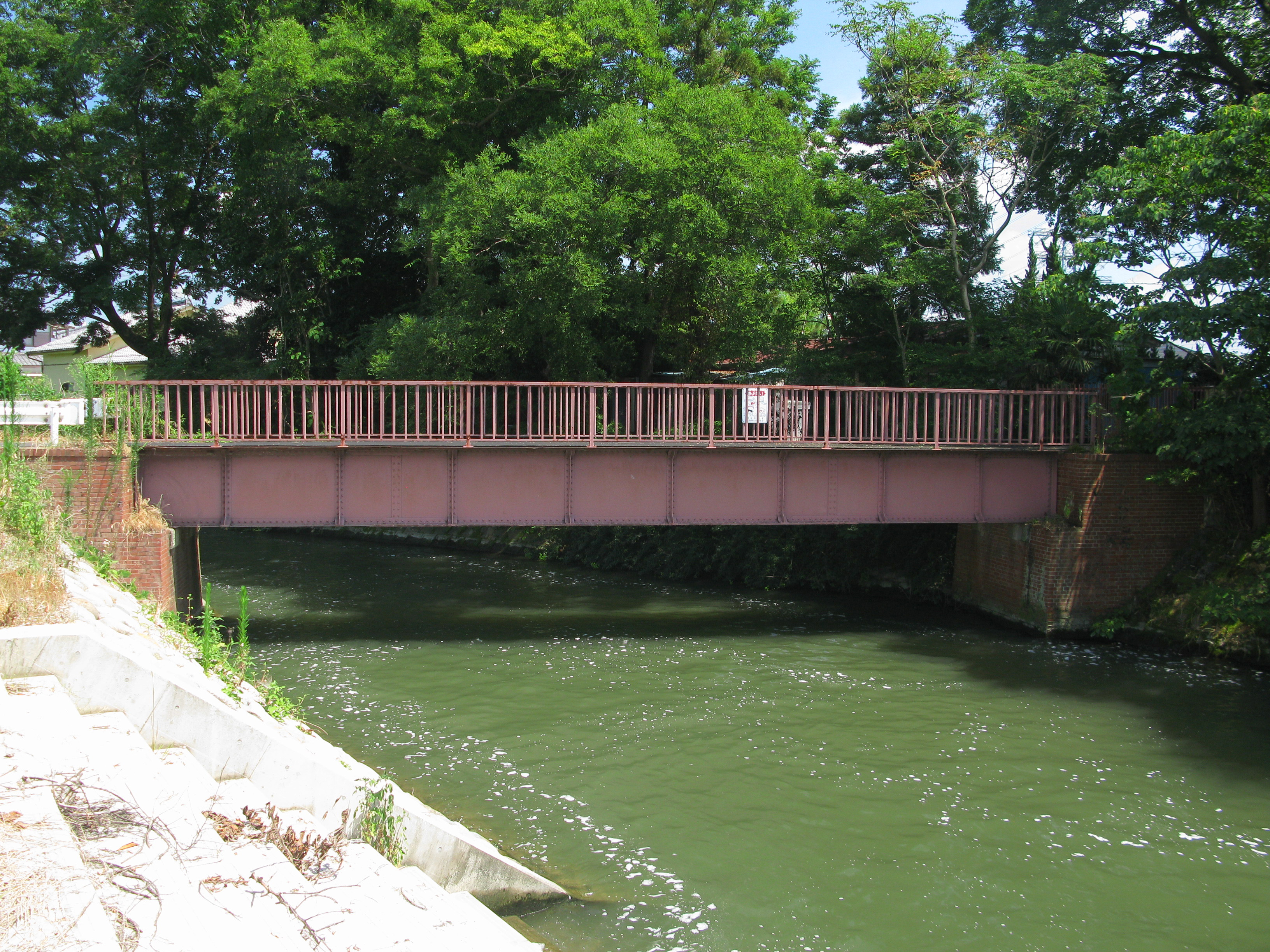
備前渠鉄橋

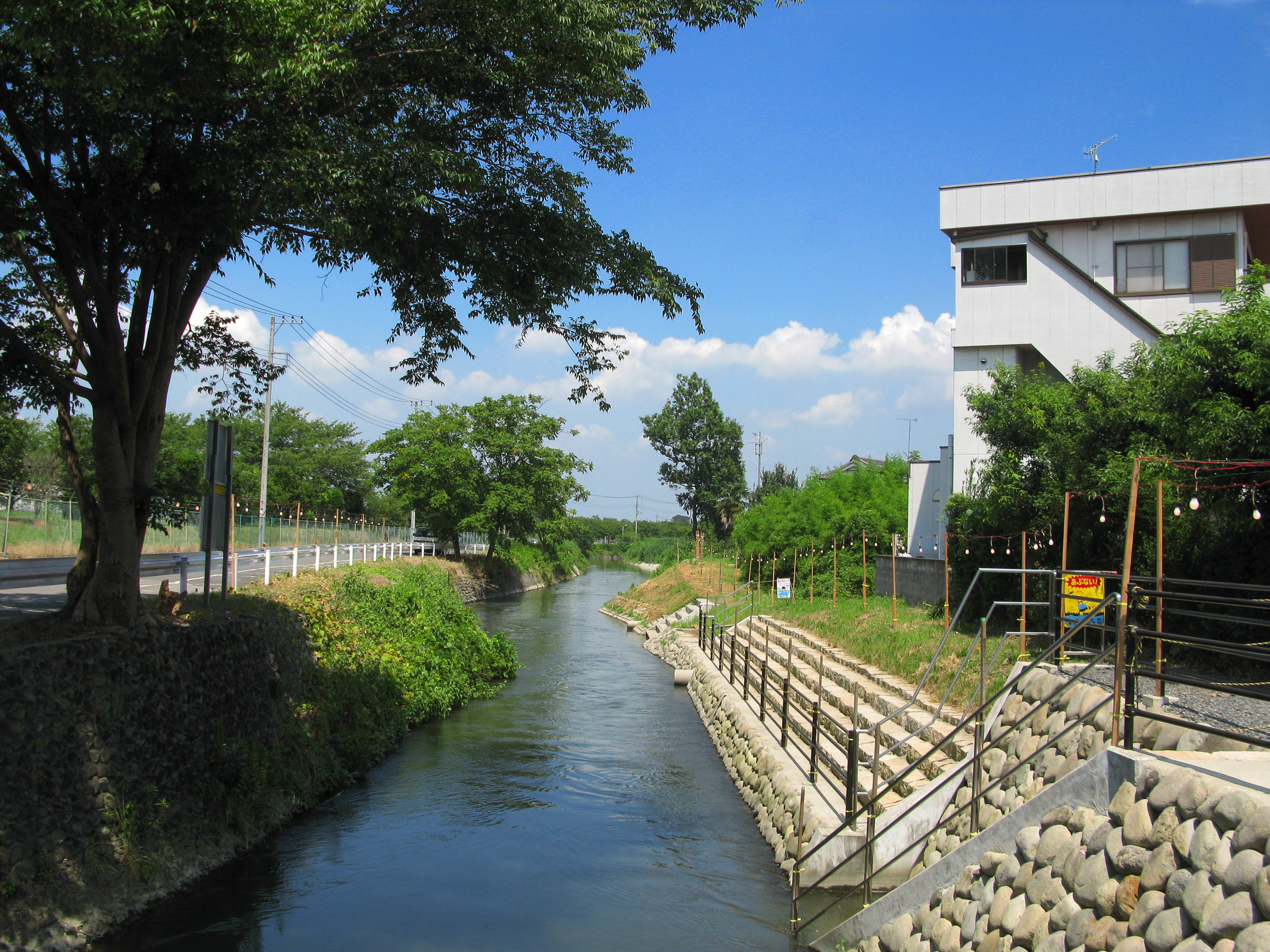
新井橋付近

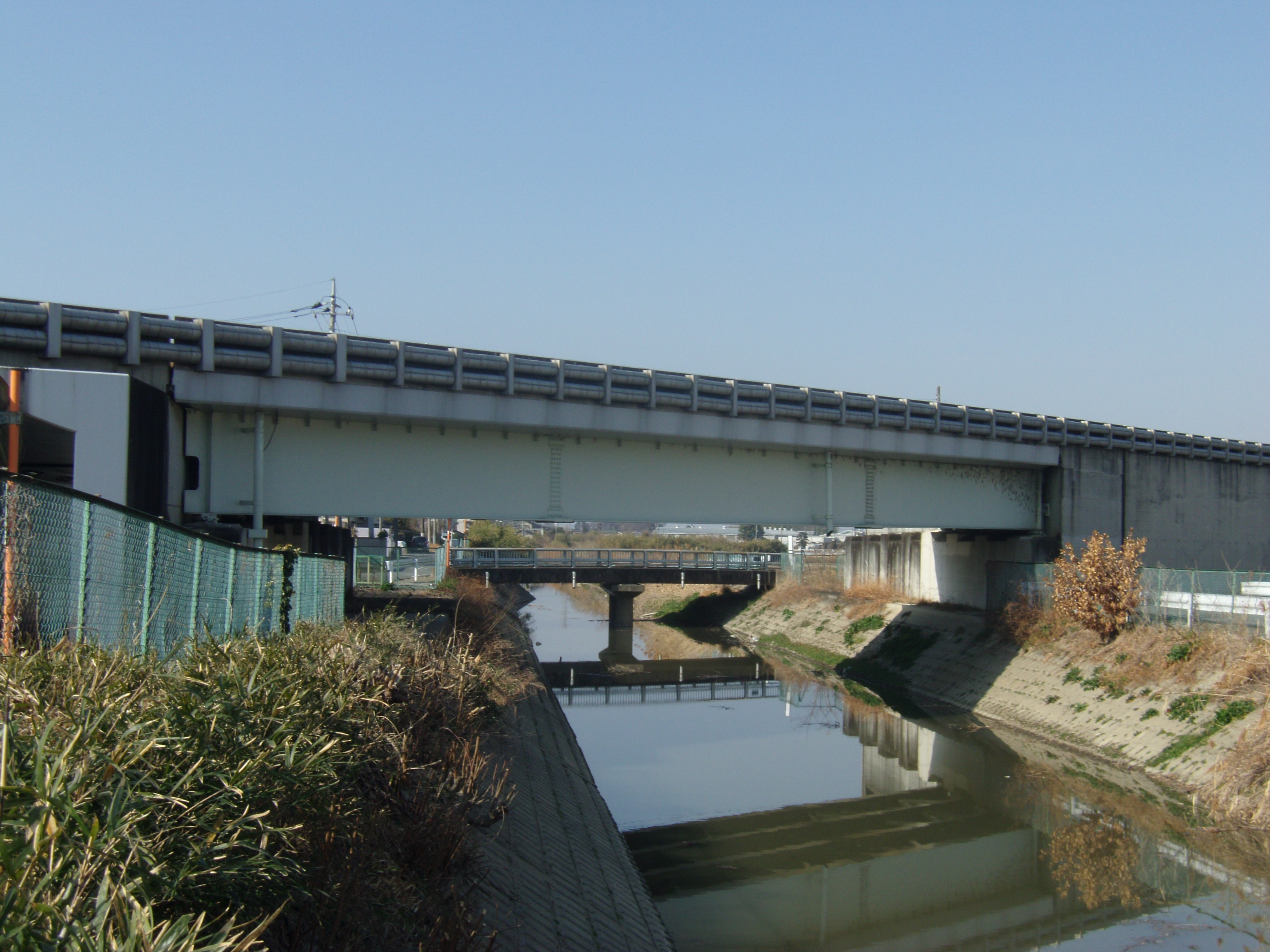
国道17号上武街道の蓮沼橋

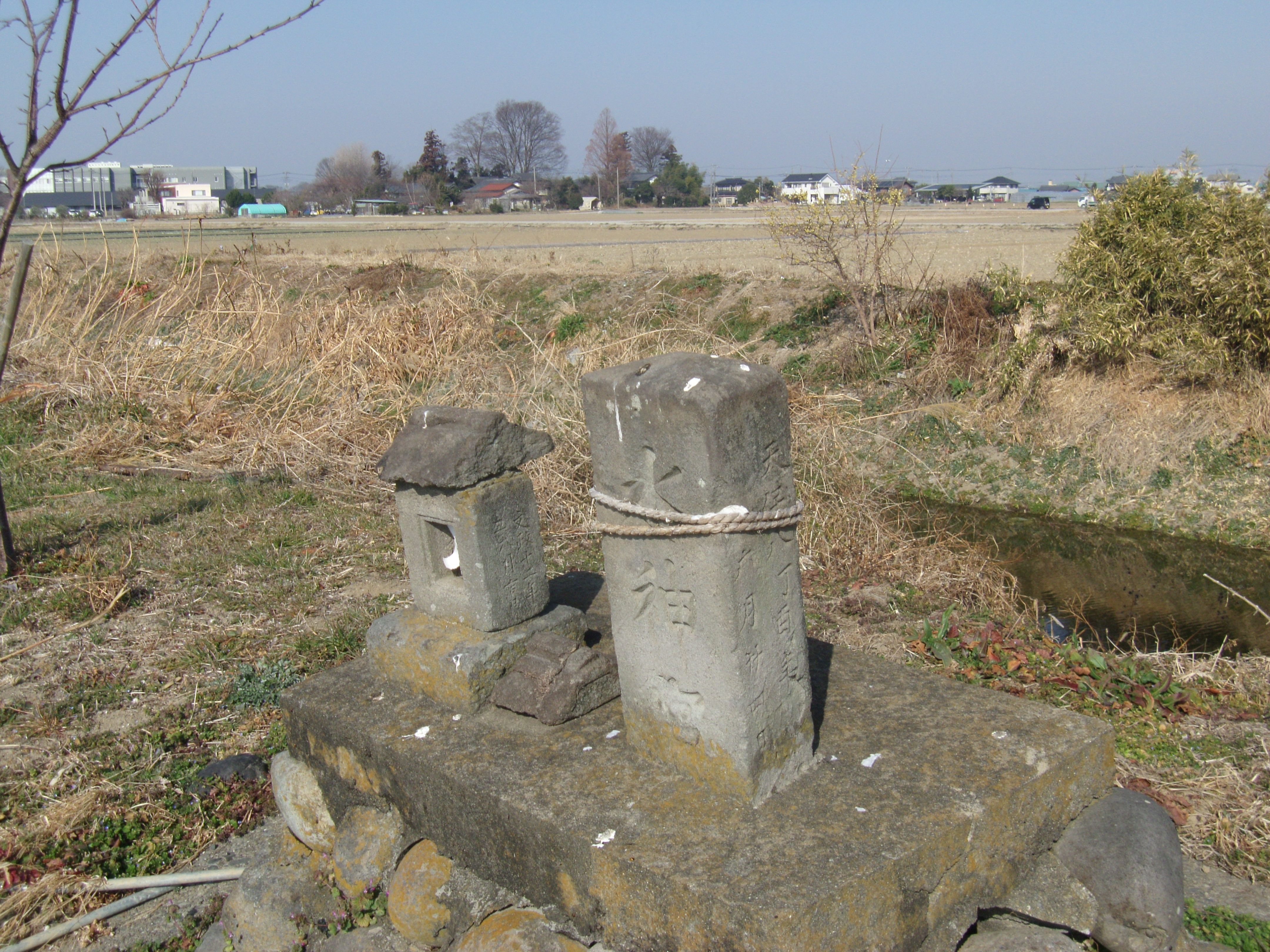
水神祠（深谷市）

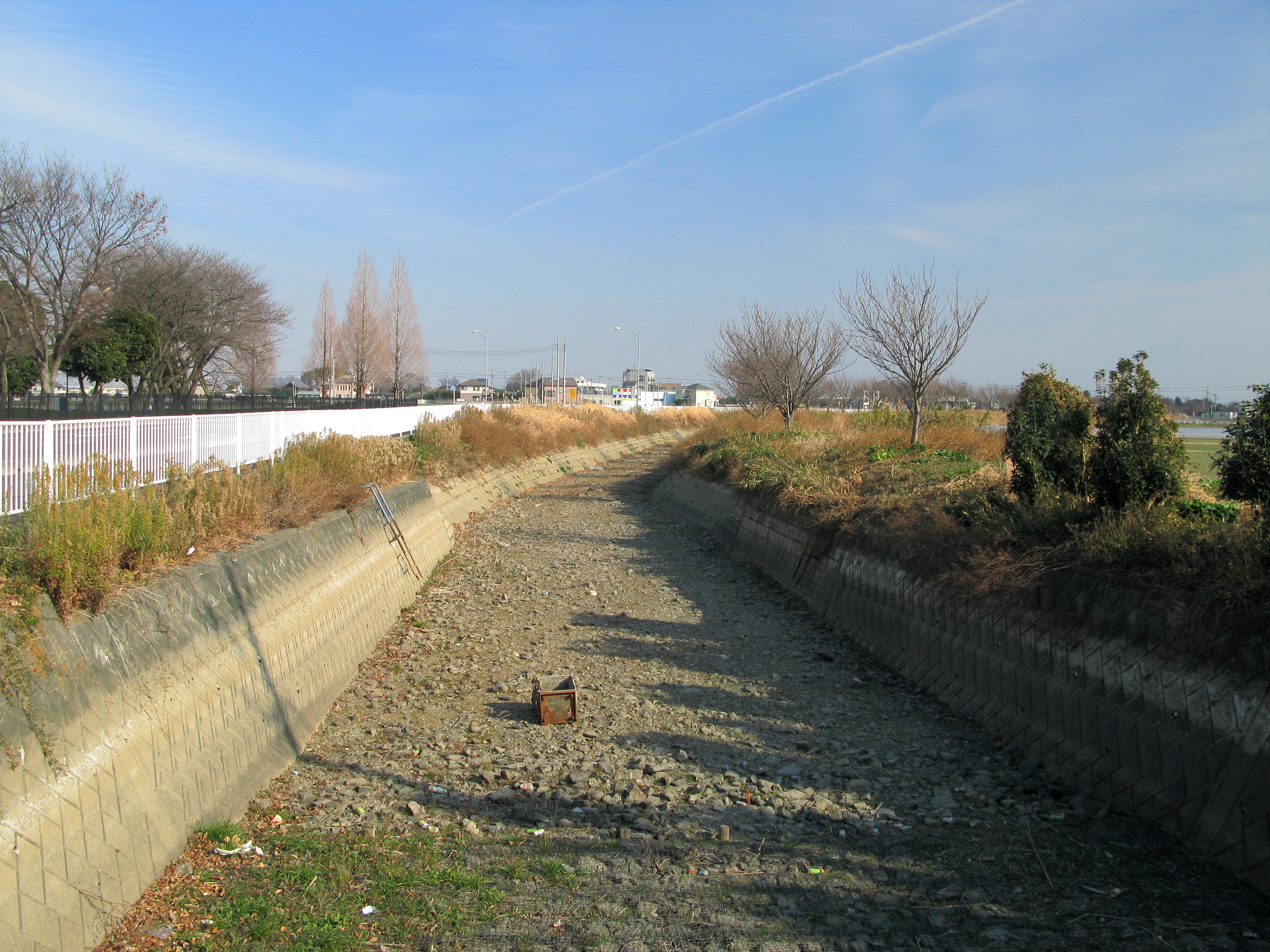
熊谷市飯塚地区（非灌漑期）

- 稲荷橋（埼玉県道・群馬県道258号中瀬牧西線）
- 宮戸橋
- 滝瀬橋（埼玉県道45号本庄妻沼線）
- 仲橋
- 喜七八橋（埼玉県道259号新野岡部停車場線）
- 柳原橋

- 深谷市岡で小山川に合流 -
- 高橋（埼玉県道355号中瀬普済寺線）

- 深谷市矢島で小山川より分流 -
- 瑞穂橋
- 上橋
- 小俣橋（埼玉県道14号伊勢崎深谷線）
- 上大橋
- 宮橋
- 中橋
- 名称不明
- 上敷免橋
- 備前渠鉄橋（あかね通り） - 国の重要文化財に指定（重要文化財「日本煉瓦製造株式会社旧煉瓦製造施設」の一部）
- 新井橋（埼玉県道356号成塚中瀬線）
- 諏訪西橋
- 新沼橋
- 栄橋
- 蓮沼橋（上武道路）
- 新江原橋
- 江原橋
- 堀米橋
- 上橋
- 中橋（埼玉県道276号新堀尾島線）
- 下橋
- 備前橋（埼玉県道127号深谷飯塚線）
- 福王寺橋
- 芝橋
- 福寿院橋（国道407号）
- 名称不明
- 中橋
- 道祖神橋
- 千歳橋（埼玉県道341号太田熊谷線）
- 王子橋（埼玉県道303号弥藤吾行田線）
- 備前橋（市道） - 旧東武熊谷線